# 山陰高等学校野球大会 (旧)
山陰高等学校野球大会（さんいんこうとうがっこうやきゅうたいかい）とは、かつて山陰（鳥取県・島根県・兵庫県北部・岡山県北部）の高校を対象に開催されていた高校野球の地方大会である。1958年の第11回大会（通算では12回目）を最後に、山陽大会とともに春季中国大会へ発展解消、消滅した。

## 概要
1946年に全国農専大会で準優勝した鳥取農専野球部が、その余勢を駆って山陰大会の主催を提唱したのが契機となり、1947年鳥取農専および日本海新聞共同主催で、第1回山陰中等学校野球大会が開催された。翌1948年、新制高校発足を機に、鳥取県高等学校野球連盟主催に移行し、第1回山陰高等学校野球大会に名称変更して開催された。以上のような経緯で、第1回大会が2度開催されたことになるのである。
通算優勝回数は鳥取県7回、島根県4回、兵庫県1回である。
以下鳥取県側について記述する。1952年の5回大会では、チーム数増加により県予選を実施したが、1953年6回大会以降は、春季県大会が予選を兼ねることになり、上位4校が出場した。

## 出場校および決勝戦結果
| 年度             | 鳥取県代表                               | 島根県代表                           | 他県代表   | 決勝               | 球場         |
| ---------------- | ---------------------------------------- | ------------------------------------ | ---------- | ------------------ | ------------ |
| 1947年（第1回）  | 鳥取一中、米子中、境中、倉吉中、米子農商 | 大社中、浜田中                       | 豊岡中     | 米子中 2－1 松江中 | 鳥取市公設   |
| 1948年（第1回）  | 境一、米子一、鳥取一、倉吉一、米子実     |                                      | 豊岡、津山 | 豊岡 4－3 米子一   | 鳥取市公設   |
| 1949年（第2回）  | 米子東、鳥取西、倉吉                     | 浜田、大田、松江、松江産             | 豊岡       | 倉吉 3－1 米子東   | 鳥取市公設   |
| 1950年（第3回）  | 境、米子東、鳥取西、倉吉                 | 松江産、大社、浜田、松江、大田、出雲 |            | 米子東 6－5 松江   | 松江市公設   |
| 1951年（第4回）  | 境、倉吉、米子西、鳥取西、米子東、倉吉農 | 松江産、浜田、出雲産、出雲           |            | 浜田 7－5 米子東   | 鳥取市公設   |
| 1952年（第5回）  | 米子東、倉吉、境、米子西                 | 大田、浜田、出雲産、出雲             |            | 浜田 2－1 米子西   | 浜田市設     |
| 1953年（第6回）  | 米子西、米子工、米子南、境               | 浜田、出雲産、松江、出雲             |            | 米子工 2－0 米子南 | 米子東高校   |
| 1954年（第7回）  | 倉吉東、倉吉農、鳥取西、境               | 出雲、出雲産、松江、江津工           |            | 境 8－5 倉吉東     | 出雲市営     |
| 1955年（第8回）  | 境、鳥取西、倉吉東、米子東               | 大田、益田産、大社、浜田             |            | 米子東 2－0 境     | 倉吉東高校   |
| 1956年（第9回）  | 米子東、境、鳥取、由良育英               | 大田、大社、江津工、出雲             |            | 大田 2－1 江津工   | 松江市営(旧) |
| 1957年（第10回） | 米子工、鳥取西、鳥取工、倉吉東           | 益田、大田、江津工、浜田             |            | 鳥取西 3－2 浜田   | 鳥取市公設   |
| 1958年（第11回） | 境、鳥取工、米子南、米子東               | 江津工、浜田、益田産、大社           |            | 益田産 5－4 浜田   | 松江市営(旧) |